# コネクト6

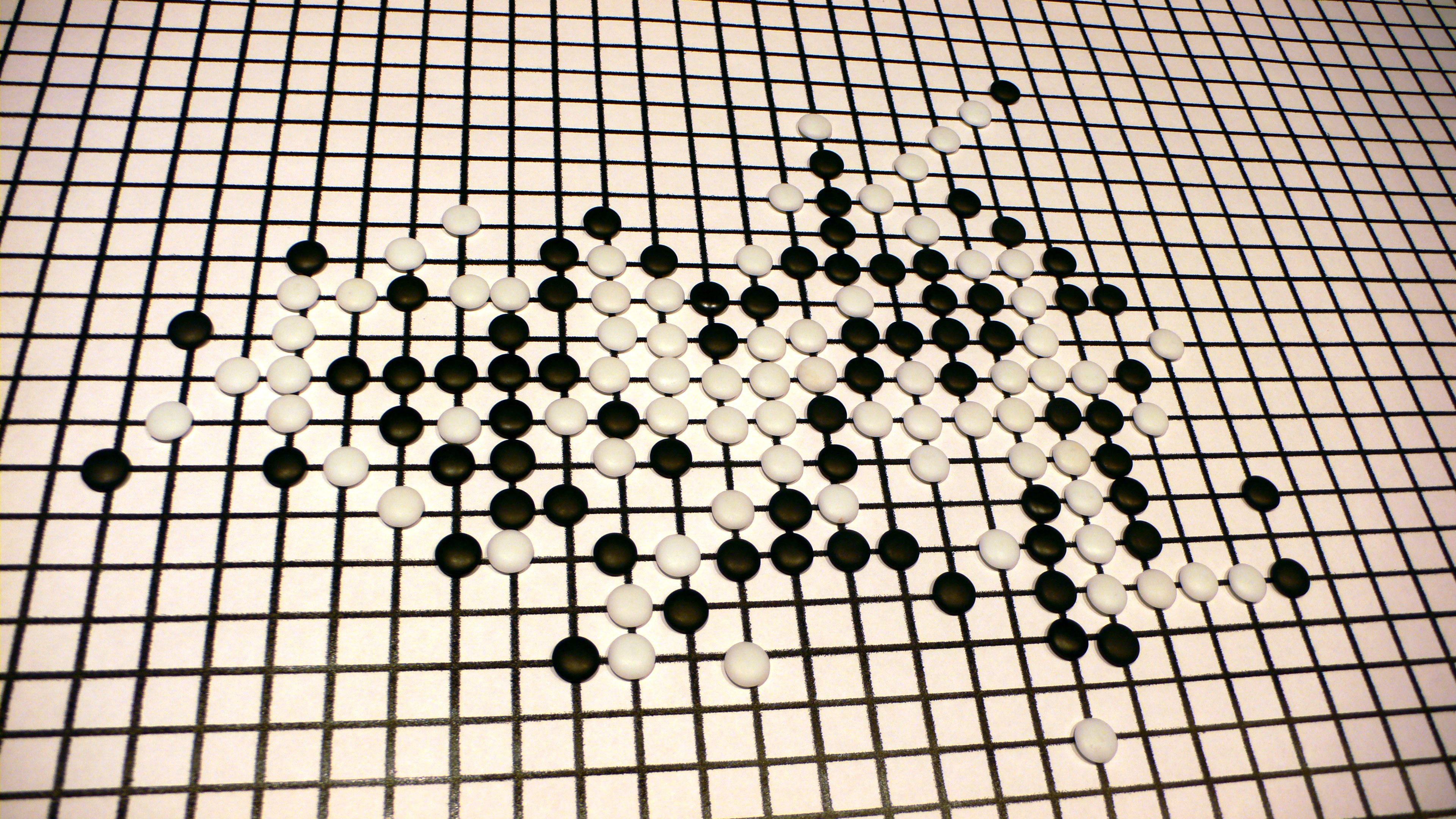
コネクト6
この写真は白が6つ並べて（左）勝利

コネクト6とは、五目並べを拡張したボードゲームである。六目並べとも呼ばれる。
台湾の国立交通大学の教授である呉毅成により、当初は人工知能プログラミングの題材として、2005年の第11回Advances in Computer Games国際会議で発表された。中国語では、連六棋または六子棋という。なお、ゲームそのものはそれ以前から存在したともいう。
コンピュータオリンピアードの種目として2006年から採用されている。

## 概説
先手の黒が一手目を打ち、その後双方が交互に二手ずつ打つ。先に六つ並べた方が勝ちとなる。先手必勝である五目並べとくらべて先攻後攻に不公平がなく、ゲーム展開にも多様性があるという評価がある。19×19以上の大きさのボードが適している。
日本での認知度は低い。

## 公平性
コネクト6のような二人零和有限確定完全情報ゲームでは先手または後手のいずれかに必勝法がある。五目並べなどのゲームでは必勝法が見つかっている。チェスなどの複雑なゲームは、概して複雑すぎる為、完全に解析できていない。
Herik、UiterwijkとRijswijckは、次のように公平性を定義している(Herik, Uiterwijk, and Rijswijck, 2002)。両方のプレイヤーが同じ割合でミスをする場合に勝率がほぼ等しくなるとき、公平なゲームだとみなされる。この事から、コネクト6は以下の点で公平であると主張されている。
- 両者とも着手後常に相手より石を1つ多く置いている。
- 約1000のオープニングテンプレートで、I-Chen Wu教授は、彼のチームによって作成されたAIプログラム同士を対戦させ、その結果、ゲームがこれらのテンプレートのいずれかを有利としていないことを示しているように見えた。このAIプログラムはほとんどの一般プレイヤーを倒す事ができるが、その戦略は必ずしも最適とは限らないという事に注意しなければならない。
- Wu教授によると白が二手目に黒から離れた場所に打つのは明らかに不利である。もし不利にならないなら以下の理由によりこのゲームは白に有利になる。黒は白二子の近くに打って対応しなければならなくなり、白が初手に二手打った状態から始まることになる。

しかしながら、この証明は決定的なものではない。

## 類似のゲーム
- 三目並べ
- 五目並べ
- 連珠 - 五目並べに黒に禁手を科し、開局規定などでルールを均等にしたゲーム。
- 四目並べ - 重力付き四目並べで、交互にコマを下から積み重ねるゲーム。
- セルゴ（宇宙遊泳） - 長谷川五郎（オセロ開発者）が考案した、10×9路盤を使った移動五目並べ。宇宙遊泳はソクラテス盤（2つのゾーンのある10×9盤）を使ったセルゴの変則タイプのゲーム。